# .ma
.ma este un domeniu de internet de nivel superior, pentru Maroc (ccTLD).